# Daniel Nocke

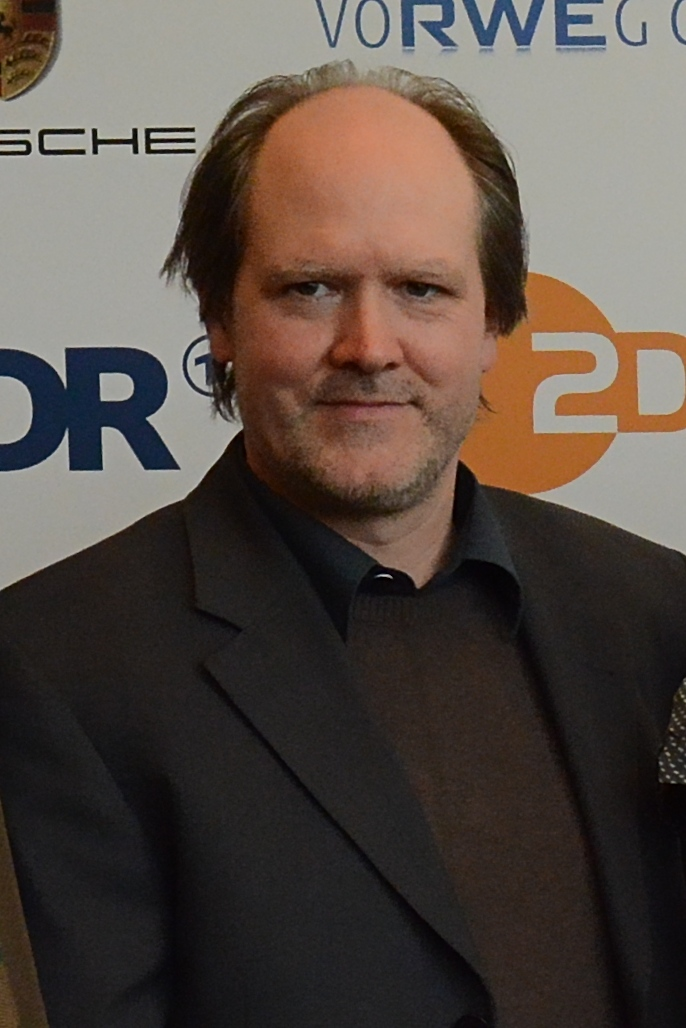
Daniel Nocke 2014

Daniel Nocke (* 1968 in Hamburg, Deutschland) ist ein deutscher Drehbuchautor sowie Regisseur mehrerer Kurzfilme.

## Leben
Nocke studierte von 1994 bis 1999 Drehbuch und Animation an der Filmakademie Baden-Württemberg. Zu seinen ersten Arbeiten gehörten kurze Trickfilme wie Der Peitschenmeister, der 1999 im Bereich Fiktion/Unterhaltung mit dem Adolf-Grimme-Preis ausgezeichnet wurde, und Die Trösterkrise. Letzterer erhielt im Jahr 2000 den Internationalen Förderpreis im Rahmen des Trickfilmfestival Stuttgart. Nachdem er Stefan Krohmer kennengelernt hatte, arbeitete er mit ihm an dessen Abschlussfilm Barracuda Dancing, der den Nachwuchspreis des Deutschen Fernsehpreises erhielt. Hierzu schrieb Nocke das Drehbuch und Krohmer führte Regie. 2001 arbeiteten die beiden erneut für den Fernsehfilm Ende der Saison zusammen, für den sie erneut mit dem Adolf-Grimme-Preis geehrt wurden. Seitdem schreibt Nocke das Drehbuch für alle Filme Krohmers, so auch für dessen Kinodebüt Sie haben Knut (2003). Dafür erhält er den Preis der deutschen Filmkritik für das beste Drehbuch. 2009 folgte der Goldene Gong für das Dokudrama Dutschke (gemeinsam mit Stefan Krohmer). 2016 gewann er bei den Rüsselsheimer Filmtagen mit seinem Kurzfilm Wer trägt die Kosten? den 2. Platz.

## Filmografie
- 1995: Die Fischerswitwe*
- 1998: Macht man eigentlich anders
- 1998: Der Peitschenmeister*
- 1999: Die Trösterkrise*
- 1999: Barracuda Dancing
- 2001: Ende der Saison
- 2002: Der moderne Zyklop*
- 2003: Sie haben Knut
- 2003: Familienkreise
- 2004: Scheidungsopfer Mann
- 2005: Ein toter Bruder
- 2006: Kein Platz für Gerold*
- 2006: Silberhochzeit
- 2006: Sommer ’04
- 2007: Duell in der Nacht
- 2007: Die Katze
- 2007: Mitte 30
- 2008: Dutschke
- 2009: Same Same But Different**
- 2010: Der verlorene Vater
- 2010: Tatort: Borowski und der vierte Mann
- 2011: Die fremde Familie
- 2011: Tatort: Das Dorf
- 2013: Verratene Freunde
- 2013: Polizeiruf 110: Kinderparadies
- 2013: Tatort: Borowski und der brennende Mann
- 2013: Zeit der Helden (Fernsehserie, 9 Folgen)
- 2015: Mädchen im Eis
- 2016: Wer trägt die Kosten? (Kurzfilm)
- 2016: Neu in unserer Familie (Fernsehfilm in zwei Teilen)
- 2017: Tatort: Stau**
- 2017: Meine fremde Freundin
- 2019: Eine fremde Tochter
- 2021: Tatort: Borowski und die Angst der weißen Männer
- 2022: Tatort: Die Rache an der Welt
- 2022: Alice

(*) auch Regie

(**) als Schauspieler